# Högel
Pour le tueur en série allemand, voir Niels Högel.
Högel (en danois: Høgel) est une municipalité allemande située dans le land du Schleswig-Holstein et dans l'arrondissement de Frise-du-Nord. En 2015, sa population est de 455 habitants.